# 용전천
용전천(龍纏川)은 경상북도 청송군 부남면 중기리에서 발원하여 북류,중기1리경로당 부근에서 서류, 앙숙못 부근에서 북서류,구천리에서 서류하고 홍원리에서 북류, 주산천과 합류하여 북동류, 주방천과 합류하여 북서류, 청송 민속박물관 부근에서 서류, 청송읍 청운리에서 북류하고,청송군 내에서 서류, 국도 제31호선의 길과 비슷하게 흐르다가 경상북도 청송군 파천면 어천리에서 반변천에 합류된다.
2009년 10월 15일 이 강에 섶다리가 설치되었으나 2010년 우수기에 철거되었다.2010년 11월 22일에는 2013년까지 금곡리 금곡교에서 덕리 거실보까지 3km구간에 생태하천을 조성할 예정이다.